# Bandes originales les plus vendues en France
Cet article présente un classement des bandes originales les plus vendues en France.

## Albums
Classement arrêté au 30 décembre 2006
| Rang | Film                                | Année | Ventes    |
| ---- | ----------------------------------- | ----- | --------- |
| 1    | Saturday Night Fever                | 1978  | 2 157 600 |
| 2    | Le Grand Bleu                       | 1988  | 1 883 800 |
| 3    | Les Choristes                       | 2004  | 1 685 900 |
| 4    | Titanic                             | 1997  | 1 428 500 |
| 5    | Bodyguard                           | 1992  | 1 385 300 |
| 6    | Grease                              | 1978  | 1 357 900 |
| 7    | Flashdance                          | 1983  | 1 308 300 |
| 8    | Le Roi lion                         | 1994  | 1 249 300 |
| 9    | Dirty Dancing                       | 1990  | 1 214 000 |
| 10   | Le Fabuleux Destin d'Amélie Poulain | 2001  | 1 082 400 |
| 11   | Le Professionnel                    | 1981  | 902 900   |
| 12   | Buena Vista Social Club             | 1999  | 704 600   |
| 13   | Who's That Girl                     | 1987  | 668 300   |
| 14   | Pulp Fiction                        | 1994  | 662 900   |
| 15   | 1492 : Christophe Colomb            | 1992  | 645 000   |
| 16   | Il était une fois dans l'Ouest      | 1969  | 629 000   |
| 17   | Amadeus                             | 1984  | 598 800   |
| 18   | Batman                              | 1989  | 488 100   |
| 19   | Love Story                          | 1971  | 466 000   |
| 20   | West Side Story                     | 1963  | 458 000   |
| 21   | Carmen                              | 1984  | 451 900   |